# Малахов (Брянская область)
Малахов — хутор в Суражском районе Брянской области России. Входит в состав Дегтярёвского сельского поселения.

## География
Хутор находится в северо-западной части Брянской области, в зоне хвойно-широколиственных лесов, в пределах части Приднепровской низменности, на левом берегу ручья Долотенка (правый приток реки Ипути), на расстоянии примерно 35 километров (по прямой) к северо-востоку от города Суража, административного центра района.

### Климат
Климат характеризуется как умеренно континентальный с достаточным увлажнением, тёплым летом и умеренно холодной зимой. Среднегодовая многолетняя температура воздуха составляет 5,4 °С. Средняя температура воздуха самого тёплого месяца (июля) — 18,1 °C (абсолютный максимум — 37 °C); самого холодного (января) — −8 — −7,5 °C (абсолютный минимум — −37 °C). Период активной вегетации растений (с температурой выше 10°С) составляет 144 дня. Среднегодовое количество атмосферных осадков составляет 554 мм, из которых большая часть (285 мм) выпадает в тёплый период. Снежный покров держится в течение 120—130 дней.

### Часовой пояс
Хутор Малахов, как и вся Брянская область, находится в часовой зоне МСК (московское время). Смещение применяемого времени относительно UTC составляет +3:00.

## Население
| 2010 | 2013 |
| ---- | ---- |
| 4    | ↘2   |

### Национальный состав
В национальной структуре населения русские составляли 100 % из 24 человек (2002).
Будет упразднен как фактически не существующая в связи с переселением всех жителей на постоянное место жительства в другие населённые пункты

## Известные уроженцы и жители
|  |

Веремьев, Мефодий Николаевич (02 июля 1914, хутор Малахов Суражский уезд, Черниговская губерния, Российская империя — 16 мая 1993, Нижний Тагил, Свердловская область, РСФСР, СССР) — советский инженер, конструктор. Лауреат Ленинской премии.